# Gérard Koch
Pour les articles homonymes, voir Koch.
Gérard Koch, né le 10 mars 1926 à Kaiserslautern en Allemagne et mort le 31 mars 2014 à Paris, est un sculpteur français.

## Biographie
Gérard Koch fait son apprentissage à la Grande Chaumière à Paris, avec comme professeurs Zadkine et Auricoste. Puis il est élève à l'École des beaux-arts de Paris.
Il réalise sa première exposition personnelle dans la galerie La Spirale à Paris en 1956. De 1956 à 1983, il expose régulièrement, au salon de mai. En 1965, il  est lauréat de la Ford Foundation à Berlin. Il séjourne ensuite aux États-Unis où il enseigne à Interlochen (Michigan).
En 1968, il réalise une statue de Pierre de Coubertin pour les JO de Grenoble. Il se tourne ensuite vers la non-figuration.
En 1976, il expose au musée d'art moderne de la ville de Paris. Puis en 1979 au Centre Pompidou.
En 1989, il réalise La Fugue du Bugey.

## Expositions personnelles récentes
- 1994 : galerie Françoise Moulin, Lyon
galerie Art/Espace, Thonon
Musée Bellerive, Zurich, Suisse
- 1995 : Galerie Claude Dorval, Paris
" Kulturforum ", Villa Oppenheim, Berlin, Allemagne
- 1996 : B.N.P. Champs-Élysées
Galerie Art Espace, Thonon
- 1997 : " 20 ans de réflexion " : sculptures et dessins 1977 - 1997,
Galerie Bruno Delarue, Paris
- 1998 : Centre Carpeaux, " Invité d'honneur ", Paris
- 1999 : Galerie Bruno Delarue, Paris
Zweibrücken, La caserne blanche, Allemagne
- 2000 : La réserve d'Area "Séquences Blanches"
- 2001 : Galerie Bruno Delarue, Paris
- 2009 : Espace d'Art Mobile,'FLUIDITES@SETE', Sète

## Expositions collectives
1994
Salon Grands et Jeunes, Paris
- Salon de mai, Paris
- 2 peintres, 2 sculpteurs : Centre culturel, Levallois

1995
- Salon de mai, Paris
- Galerie Fine Arts, Tokyo, Japon

1996
- 30 ans de sculpture avec Denis Chevalier, Couvent des Cordeliers, Paris
- Salon de mai
- L'art dans les Chapelles, Morbihan

1997
- Salon de mai, Paris et Gembloux, Belgique

1998
- Salon de mai, Paris
- Salon Grands et Jeunes, Paris

1999
- Salon de mai